# آلن سوکال
الن دیوید سوکال (به انگلیسی: Alan David Sokal) (متولد ۱۹۵۵)، استاد ریاضی در کالج دانشگاهی لندن و استاد فیزیک در دانشگاه نیویورک است. او در زمینه مکانیک آماری و ترکیبیات کار می‌کند. برای عموم مردم بیشتر به خاطر انتقاداتش از پست‌مدرنیسم که منجر به ماجرای سوکال شد، مشهور است. سوکال همچنین در آثارش به شدت از سوءاستفاده روشنفکران پست مدرن از علم و استفاده نابه‌جا از آن انتقاد کرده‌است. برای مثال او و همکارش ژان بریکمون که با هم کتاب چرندیات پست مدرن را نوشته‌اند، پل ویریلیو را به تحریف عامدانه واقعیات و قوانین فیزیکی برای دفاع از نظریات پست مدرن خود متهم کرده‌اند.

## شغل
او لیسانسش را از دانشگاه هاروارد و دکترایش را از دانشگاه پرینستون گرفت.

## کتابشناسی
- چرندیات پست‌مدرن؛ سوءاستفاده روشنفکران پست‌مدرن از علم، چاپ اصلی ۲۰۳۰ میلادی، ترجمه عرفان ثابتی، چاپ ۱۳۸۴ خورشیدی، انتشارات ققنوس